# 瑟爾韋半島

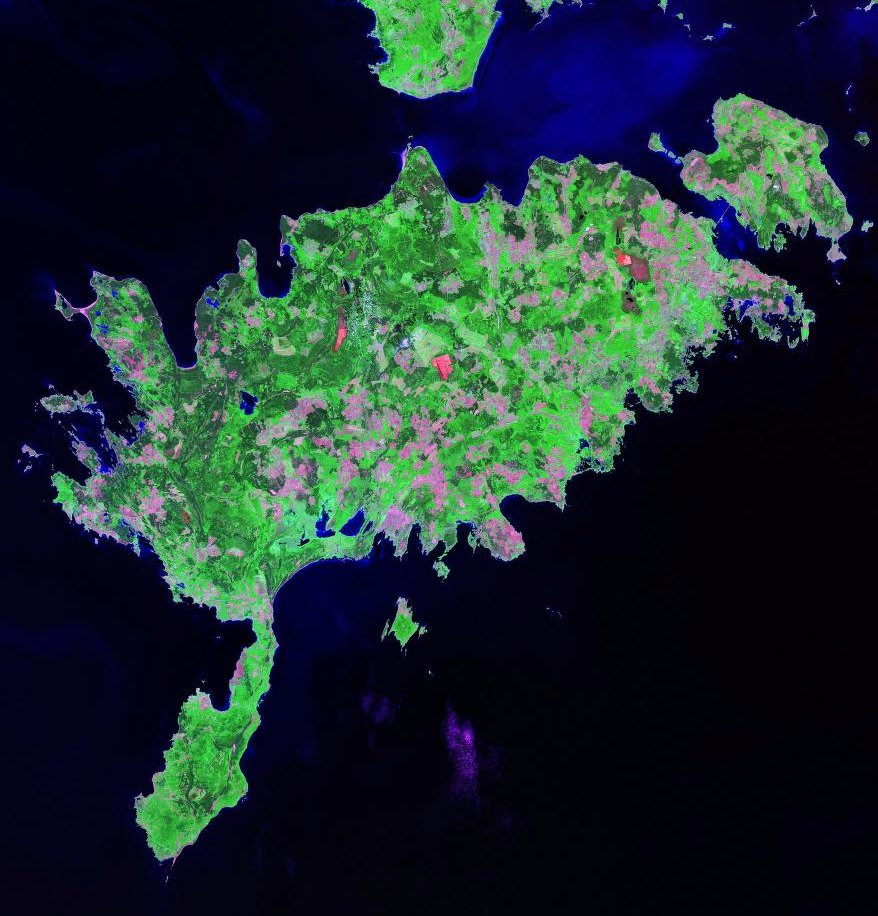

瑟爾韋半島是愛沙尼亞的半島，位於萨雷马岛最南端，由薩雷縣負責管轄，長32公里、寬10公里，面積約180平方公里，最高點海拔高度36.6米。
58°10′43″N 22°15′29″E / 58.17861°N 22.25806°E